# Sanne van der Star
Sanne Martha van der Star (* 21. Februar 1986 in Alkemade) ist eine ehemalige niederländische Eisschnellläuferin.

## Werdegang
Van der Star wurde zweimal niederländische Juniorenmeisterin und nahm zu Beginn der Saison 2004/05 in Nagano erstmals am Eisschnelllauf-Weltcup teil, wobei sie die Plätze 18 und 16 über 1000 m sowie die Plätze 19 und 18 über 500 m errang. Im weiteren Saisonverlauf lief sie bei den Einzelstreckenweltmeisterschaften 2005 in Inzell auf den 16. Platz über 500 m und gewann bei der Winter-Universiade 2005 in Innsbruck die Silbermedaille über 500 m. Zudem lief sie dort auf den 17. Platz über 1500 m und auf den fünften Rang über 1000 m. In der Saison 2005/06 erreichte sie in Inzell mit zwei dritten Plätzen über 500 m sowie einen dritten Platz über 1000 m ihre einzigen Podestplatzierungen im Weltcup und zum Saisonende mit dem achten Platz in der Weltcupwertung über 100 m und 500 m ihr bestes Gesamtergebnis. Bei der Sprintweltmeisterschaft 2006 in Heerenveen belegte sie den 18. Platz im Sprint-Mehrkampf und beim Saisonhöhepunkt, den Olympischen Winterspielen 2006 in Turin, den 14. Platz über 500 m. In der folgenden Saison wurde sie dort bei der Winter-Universiade 2007 Achte über 500 m sowie Fünfte über 1000 m und errang bei den Einzelstreckenweltmeisterschaften 2007 in Salt Lake City den 19. Platz über 500 m. Ihre letzten Rennen im Weltcup absolvierte sie in der Saison 2007/08 in Erfurt, welche sie auf dem Plätzen 18 und 15 über 500 m sowie auf dem 25. Platz über 100 m beendete. Letztmals international startete sie bei der Sprintweltmeisterschaft 2010 in Obihiro, wobei sie den 14. Platz im Sprint-Mehrkampf errang.

## Erfolge

### Olympische Spiele
- 2006 Turin: 14. Platz 500 m

### Einzelstrecken-Weltmeisterschaften
- 2005 Inzell: 16. Platz 500 m
- 2007 Salt Lake City: 19. Platz 500 m

### Sprint-Weltmeisterschaften
- 2006 Heerenveen: 18. Platz Sprint-Mehrkampf
- 2010 Obihiro: 14. Platz Sprint-Mehrkampf

## Persönliche Bestzeiten
| Disziplin | Zeit        | Datum              | Ort            |
| --------- | ----------- | ------------------ | -------------- |
| 500 m     | 38,64 s     | 20. November 2005  | Salt Lake City |
| 1000 m    | 1:18,25 min | 14. August 2005    | Calgary        |
| 1500 m    | 2:04,09 min | 12. August 2005    | Calgary        |
| 3000 m    | 4:47,29 min | 25. September 2004 | Nijmegen       |